# Jieshui (sockenhuvudort i Kina, Jiangxi Sheng, lat 27,79, long 114,76)
Jieshui är en sockenhuvudort i Kina. Den ligger i provinsen Jiangxi, i den sydöstra delen av landet, omkring 150 kilometer sydväst om provinshuvudstaden Nanchang. Antalet invånare är 10 003. Befolkningen består av 4 913 kvinnor och 5 090 män. Barn under 15 år utgör 20,0 %, vuxna 15-64 år 68 %, och äldre över 65 år 11,0 %.
Runt Jieshui är det tätbefolkat, med 442 invånare per kvadratkilometer. Närmaste större samhälle är Xinyu, 10,4 km nordost om Jieshui. Trakten runt Jieshui består till största delen av jordbruksmark.
Genomsnittlig årsnederbörd är 2 315 millimeter. Den regnigaste månaden är maj, med i genomsnitt 349 mm nederbörd, och den torraste är oktober, med 28 mm nederbörd.